# Euproctis polytoca
Euproctis polytoca är en fjärilsart som beskrevs av Collenette 1947. Euproctis polytoca ingår i släktet Euproctis och familjen tofsspinnare. Inga underarter finns listade i Catalogue of Life.